# Gonodonta hesione
Gonodonta hesione är en fjärilsart som beskrevs av Dru Drury 1782. Gonodonta hesione ingår i släktet Gonodonta och familjen nattflyn. Inga underarter finns listade i Catalogue of Life.